# Thorsten Frei
Thorsten Frei (ur. 8 sierpnia 1973 w Bad Säckingen) – niemiecki polityk, prawnik i samorządowiec, działacz Unii Chrześcijańsko-Demokratycznej (CDU), deputowany do Bundestagu, od 2025 minister do zadań specjalnych oraz szef Urzędu Kanclerza Federalnego w rządzie Friedricha Merza.

## Życiorys
W 1993 zdał egzamin maturalny, po czym odbył zasadniczą służbę wojskową w Brygadzie Niemiecko-Francuskiej. W latach 1994–1999 studiował prawo na Uniwersytecie Albrechta i Ludwika we Fryburgu, zdając państwowy egzamin prawniczy I stopnia. W latach 1999–2001 odbył aplikację w sądzie w Waldshut-Tiengen, zakończoną państwowym egzaminem prawniczym II stopnia. W latach 2001–2002 praktykował jako adwokat, następnie do 2004 pracował jako radca w kancelarii stanu Badenii-Wirtembergii.
Zaangażował się w działalność polityczną w ramach CDU. Od 1999 do 2004 był radnym miejskim i przewodniczącym frakcji CDU w radzie miejskiej w Bad Säckingen. Od 2001 pełnił też funkcję przewodniczącego partii w powiecie Waldshut. W latach 2004–2013 sprawował urząd nadburmistrza miasta Donaueschingen. W 2007 został zastępcą przewodniczącego CDU w Badenii-Wirtembergii. W latach 2009–2019 zasiadał w radzie powiatu Schwarzwald-Baar, gdzie kierował klubem radnych CDU. W 2017 objął funkcję przewodniczącego struktur chadecji w tym powiecie.
W 2013 po raz pierwszy został wybrany do Bundestagu. W kolejnych wyborach w 2017, 2021 i 2025 z powodzeniem ubiegał się o poselską reelekcję. W latach 2018–2021 był wiceprzewodniczącym frakcji CDU/CSU ds. polityki wewnętrznej i prawnej. W latach 2021–2025 pełnił funkcję pierwszego parlamentarnego sekretarza frakcji.
W maju 2025 objął stanowiska ministra do zadań specjalnych oraz szefa Urzędu Kanclerza Federalnego w nowo powołanym rządzie Friedricha Merza.

## Życie prywatne
Żonaty, ma troje dzieci. Jest katolikiem.